# Apamea ribbei
Apamea ribbei là một loài bướm đêm trong họ Noctuidae.